# 神保原駅
神保原駅（じんぼはらえき）は、埼玉県児玉郡上里町大字神保原町にある、東日本旅客鉄道（JR東日本）高崎線の駅。
上野駅発着系統と、新宿駅経由で東海道線に直通する湘南新宿ライン、上野駅・東京駅経由で東海道線に直通する上野東京ラインが停車する。

## 歴史
- 1897年（明治30年）11月15日：日本鉄道の駅として開業[1][2]。
- 1906年（明治39年）11月1日：買収により、国有化される[2]。
- 1909年（明治42年）10月12日：線路名称設定により、高崎線の駅となる。
- 1934年（昭和9年）11月12日：沿線で陸軍特別大演習。昭和天皇のお召し列車が前橋駅 - 神保原駅間で運行[3]。
- 1968年（昭和43年）9月25日：ホームを1面増設し、副本線を設置[4]。
- 1984年（昭和59年）2月1日：貨物および荷物扱い廃止[2]。
- 1987年（昭和62年）4月1日：国鉄分割民営化に伴い、東日本旅客鉄道（JR東日本）の駅となる[2]。
- 2001年（平成13年）11月18日：ICカード「Suica」の利用が可能となる[広報 1]。
- 2005年（平成17年）2月1日：自動改札機稼動開始。
- 2006年（平成18年）
  - 2月22日：みどりの窓口の営業を終了。
  - 2月23日：「もしもし券売機Kaeruくん」が稼働開始[5][6]。
- 2012年（平成24年）2月20日：「もしもし券売機Kaeruくん」が稼働終了[7]。
- 2016年（平成28年）3月10日：早朝無人化[8]。
- 2020年（令和2年）3月1日：業務委託化[9]。

## 駅構造
高崎支社所属熊谷統括センター管轄本庄駅管理で、JR東日本ステーションサービスが駅業務を受託する業務委託駅。木造駅舎を有する。単式ホーム1面1線と島式ホーム1面2線、計2面3線のホームを有する地上駅。現駅舎は2代目だが、明治からの造りで、震度6強、または、震度7程度の大きな地震があると屋根が崩れてしまう危険性があるとして、駅長、上里町長が意見交換を行った際に、新駅舎の建て替え、あるいは、橋上化工事の検討を来年度（令和5年頃）から開始するとしている。駅構内の跨線橋も、廃レールを使用しており、かなり年季が入っている。
ホームの構造は、原則として1番線は上り（上野方面）ホーム、3番線は下り（高崎方面）ホームとなっており、一部の普通列車が特急列車の通過待ちなどの際に待避線の2番線を使用する。2番線は上り側、下り側のいずれも出発信号機を設けているため、理論上は折り返し運転が可能である。
1番線ホーム上には、七福神の像が鎮座しているほか、鯉の泳ぐ池もある。なお、改札内トイレは1番ホーム池のすぐ横（新町寄り）にある。
指定席券売機・自動改札機・自動券売機・チャージ専用機が設置されている。また、ホームをつなぐ階段にはエレベーターが設置されている。かつてはみどりの窓口も設置されていたが、2006年2月23日に「もしもし券売機Kaeruくん」へ置き換えられる形で廃止された。さらに、「もしもし券売機Kaeruくん」も2012年2月21日に多機能券売機に置き換えられる形で営業を終了した。そのため一時当駅で指定券等の購入ができない時期があったが、2014年3月、券売機更新により指定席券売機が導入され、指定券購入が再度可能となった。2016年3月10日より、始発から午前6時30分までの間は遠隔対応のため改札係員は不在となり、一部の自動券売機のみ稼働する。
以前は、駅改札口出てすぐ右側にキヨスクが設置されていたが、後に廃止された。
改札外に横断歩道橋が設けられている。

### のりば

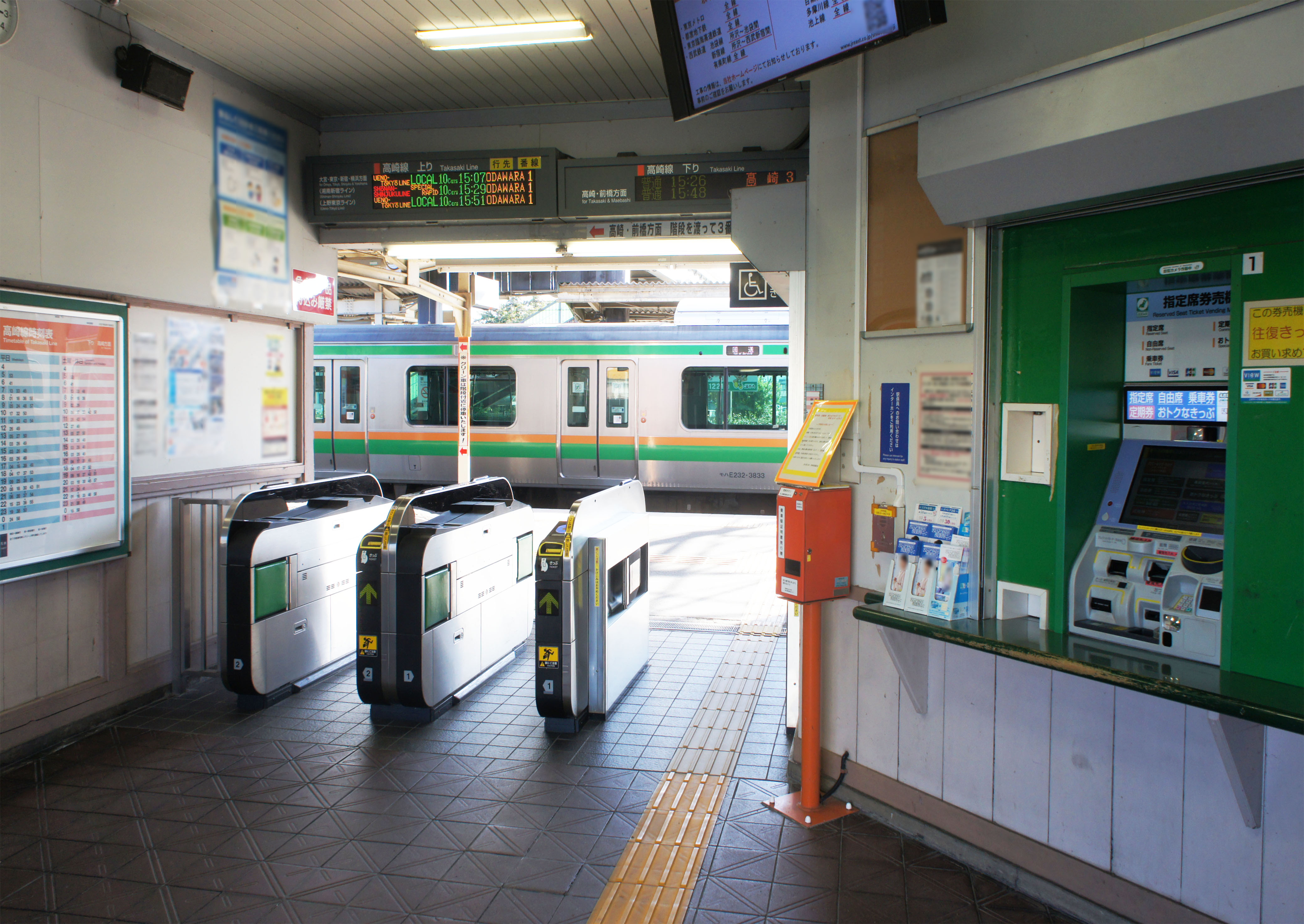
改札口（2021年10月）
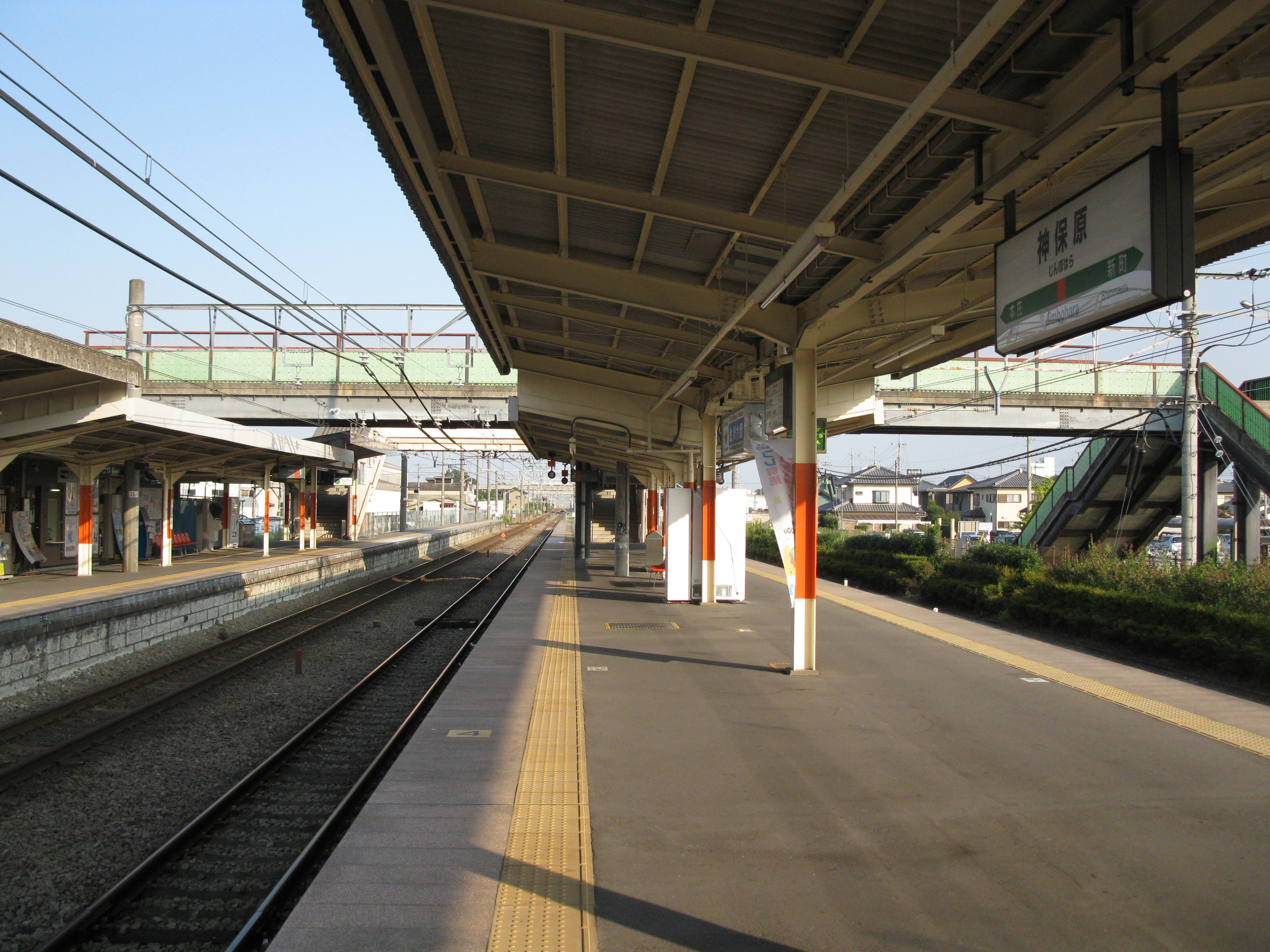
ホーム（2010年9月）

| 番線 | 路線             | 方向 | 行先                       | 備考            |
| ---- | ---------------- | ---- | -------------------------- | --------------- |
| 1・2 | ■ 高崎線         | 上り | 大宮・東京・新宿・横浜方面 | 2番線は一部列車 |
| 1・2 | ■ 湘南新宿ライン | 上り | 大宮・東京・新宿・横浜方面 | 2番線は一部列車 |
| 1・2 | ■ 上野東京ライン | 上り | 大宮・東京・新宿・横浜方面 | 2番線は一部列車 |
| 2・3 | ■ 高崎線         | 下り | 高崎・前橋方面             | 2番線は一部列車 |

（出典：JR東日本:駅構内図）
- 2番線は上り列車の一部列車が使用する。

- 改札口（2021年10月）
- ホーム（2010年9月）

## 利用状況
2023年度（令和5年度）の1日平均乗車人員は2,486人である。
JR東日本および埼玉県統計年鑑によると、1990年度（平成2年度）以降の1日平均乗車人員の推移は以下の通り。
| 年度               | 1日平均 乗車人員 | 出典     |
| ------------------ | ---------------- | -------- |
| 1967年（昭和42年） | 5,400余          |          |
| 1990年（平成02年） | 2,343            |          |
| 1991年（平成03年） | 2,485            |          |
| 1992年（平成04年） | 2,612            |          |
| 1993年（平成05年） | 2,634            |          |
| 1994年（平成06年） | 2,679            |          |
| 1995年（平成07年） | 2,648            |          |
| 1996年（平成08年） | 2,586            |          |
| 1997年（平成09年） | 2,568            |          |
| 1998年（平成10年） | 2,613            |          |
| 1999年（平成11年） | 2,621            | [ * 1 ]  |
| 2000年（平成12年） | 2,772            | [ * 2 ]  |
| 2001年（平成13年） | 2,860            | [ * 3 ]  |
| 2002年（平成14年） | 2,832            | [ * 4 ]  |
| 2003年（平成15年） | 2,863            | [ * 5 ]  |
| 2004年（平成16年） | 2,770            | [ * 6 ]  |
| 2005年（平成17年） | 2,801            | [ * 7 ]  |
| 2006年（平成18年） | 2,791            | [ * 8 ]  |
| 2007年（平成19年） | 2,799            | [ * 9 ]  |
| 2008年（平成20年） | 2,887            | [ * 10 ] |
| 2009年（平成21年） | 2,782            | [ * 11 ] |
| 2010年（平成22年） | 2,822            | [ * 12 ] |
| 2011年（平成23年） | 2,841            | [ * 13 ] |
| 2012年（平成24年） | 2,881            | [ * 14 ] |
| 2013年（平成25年） | 2,928            | [ * 15 ] |
| 2014年（平成26年） | 2,822            | [ * 16 ] |
| 2015年（平成27年） | 2,827            | [ * 17 ] |
| 2016年（平成28年） | 2,836            | [ * 18 ] |
| 2017年（平成29年） | 2,868            | [ * 19 ] |
| 2018年（平成30年） | 2,828            | [ * 20 ] |
| 2019年（令和元年） | 2,799            | [ * 21 ] |
| 2020年（令和02年） | 1,977            |          |
| 2021年（令和03年） | 2,200            |          |
| 2022年（令和04年） | 2,371            |          |
| 2023年（令和05年） | 2,486            |          |

## 駅周辺
「神保原町地区　駅北まちづくり事業　発起人会」の「第1回発起人会」が、令和2年9月30日に発足し、神保原駅北口周辺地区の再開発について魅力あるまちづくり・コンパクトな都市づくりへの転換を目指している。
また、駅北口側には商店街がある。
- 上里町役場
- 上里町中央公民館
- 上里町コミュニティセンター
- 上里町立図書館・郷土資料館
- 上里町勤労者総合文化センター（ワープ上里）
- 本庄警察署 上里交番
- 上里郵便局
- 国道17号
- トライアル上里店
- イオンタウン上里
- とりせん 上里店
  - ラウンドワンさいたま・上里店
- 日産化学埼玉工場
- 安盛寺
- ミニストップ上里三軒西店

## バス路線
上里町が運行するコミュニティバス「こむぎっち号」が、「神保原駅北口」と「神保原駅南広場」を発着する。
- ウニクス・アグリパーク上里行（日曜日～水曜日、金曜日、土曜日（祝日含む））

## 駅名について
現在、駅名は「神保原」という名前が使われているが、今後町名と同じ「上里」にする事で、「上里町」をより多くの人に知ってもらえる手段としてシステム改修や、他の駅名変更と合わせ検討しているという。「神保原」の名は、上里町合併前神保原村にあったことに因む。

## その他
- 当駅は上里町唯一の駅であり、なおかつ埼玉県最北端の駅、高崎線内で唯一市以外にある駅でもある。
- 高崎線の東京圏輸送管理システム (ATOS) 導入区間は、当駅までとなっている。
- また、高崎線内における休日おでかけパス、のんびりホリデーSuicaパスのフリーエリアは当駅までである。
- 発車メロディは、2025年7月ごろまで全て櫻井音楽工房製で1番線「木々の目覚めV1」、2・3番線「くるみあそび」となっていたが、7月以降はすべての番線がJR-IKSTシリーズに置き換わっている。

## 隣の駅
東日本旅客鉄道（JR東日本）
■高崎線
■特別快速・■快速「アーバン」・■普通
本庄駅 - 神保原駅 - 新町駅

### 記事本文

##### 広報資料・プレスリリースなど一次資料
1. ↑  “Suicaご利用可能エリアマップ（2001年11月18日当初）” (PDF).   東日本旅客鉄道. 2019年7月27日時点のオリジナルよりアーカイブ。2020年4月30日閲覧。

### 利用状況
1. ↑  埼玉県統計年鑑 - 埼玉県

JR東日本の2000年度以降の乗車人員
1. 1 2  各駅の乗車人員（2023年度） - JR東日本
2. ↑  各駅の乗車人員（2000年度） - JR東日本
3. ↑  各駅の乗車人員（2001年度） - JR東日本
4. ↑  各駅の乗車人員（2002年度） - JR東日本
5. ↑  各駅の乗車人員（2003年度） - JR東日本
6. ↑  各駅の乗車人員（2004年度） - JR東日本
7. ↑  各駅の乗車人員（2005年度） - JR東日本
8. ↑  各駅の乗車人員（2006年度） - JR東日本
9. ↑  各駅の乗車人員（2007年度） - JR東日本
10. ↑  各駅の乗車人員（2008年度） - JR東日本
11. ↑  各駅の乗車人員（2009年度） - JR東日本
12. ↑  各駅の乗車人員（2010年度） - JR東日本
13. ↑  各駅の乗車人員（2011年度） - JR東日本
14. ↑  各駅の乗車人員（2012年度） - JR東日本
15. ↑  各駅の乗車人員（2013年度） - JR東日本
16. ↑  各駅の乗車人員（2014年度） - JR東日本
17. ↑  各駅の乗車人員（2015年度） - JR東日本
18. ↑  各駅の乗車人員（2016年度） - JR東日本
19. ↑  各駅の乗車人員（2017年度） - JR東日本
20. ↑  各駅の乗車人員（2018年度） - JR東日本
21. ↑  各駅の乗車人員（2019年度） - JR東日本
22. ↑  各駅の乗車人員（2020年度） - JR東日本
23. ↑  各駅の乗車人員（2021年度） - JR東日本
24. ↑  各駅の乗車人員（2022年度） - JR東日本

埼玉県統計年鑑
1. ↑  埼玉県統計年鑑（平成12年）
2. ↑  埼玉県統計年鑑（平成13年）
3. ↑  埼玉県統計年鑑（平成14年）
4. ↑  埼玉県統計年鑑（平成15年）
5. ↑  埼玉県統計年鑑（平成16年）
6. ↑  埼玉県統計年鑑（平成17年）
7. ↑  埼玉県統計年鑑（平成18年）
8. ↑  埼玉県統計年鑑（平成19年）
9. ↑  埼玉県統計年鑑（平成20年）
10. ↑  埼玉県統計年鑑（平成21年）
11. ↑  埼玉県統計年鑑（平成22年）
12. ↑  埼玉県統計年鑑（平成23年）
13. ↑  埼玉県統計年鑑（平成24年）
14. ↑  埼玉県統計年鑑（平成25年）
15. ↑  埼玉県統計年鑑（平成26年）
16. ↑  埼玉県統計年鑑（平成27年）
17. ↑  埼玉県統計年鑑（平成28年）
18. ↑  埼玉県統計年鑑（平成29年）
19. ↑  埼玉県統計年鑑（平成30年）
20. ↑  埼玉県統計年鑑（令和元年）
21. ↑  埼玉県統計年鑑（令和2年）